# Stone megye (Missouri)
Stone megye az Amerikai Egyesült Államokban, azon belül Missouri államban található. Megyeszékhelye Galena, legnagyobb városa Kimberling City. Lakosainak száma 31 076 fő (2020. április 1.). Stone megye Christian, Carroll, Taney, Barry és Lawrence megyékkel határos.

## Népesség
A megye népességének változása:
| Lakosok száma | 32 053 | 31 908 | 31 615 | 31 297 | 30 943 | 31 076 |
|               | 2010   | 2011   | 2012   | 2013   | 2015   | 2020   |